# Gornsdorf
Gornsdorf est une commune de Saxe (Allemagne), située dans l'arrondissement des Monts-Métallifères, dans le district de Chemnitz.

## Évolution démographique
| Année      | 1643 | 1701 | 1832 | 1890 | 1947 | 1979 | 1985 | 2006 |
| ---------- | ---- | ---- | ---- | ---- | ---- | ---- | ---- | ---- |
| Population | 150  | 180  | 733  | 2178 | 3850 | 2950 | 2560 | 2238 |

## Jumelage
- Bernried (Basse-Bavière) (Allemagne)
- Lubenec (Tchéquie)